# Lugait
Lugait (Bayan ng Lugait) är en kommun i Filippinerna. Kommunen ligger på ön Mindanao, och tillhör provinsen Misamis Oriental. Folkmängden uppgår till 14 704 invånare.
Lugait är indelat i 8 barangayer.